# Aegiochus uschakovi
Aegiochus uschakovi är en kräftdjursart som först beskrevs av Oleg Grigor'evich Kussakin 1967.  Aegiochus uschakovi ingår i släktet Aegiochus och familjen Aegidae. Inga underarter finns listade i Catalogue of Life.